# Reute (Bad Walsee)
Pour les articles homonymes, voir Reute.
Depuis 1971, Reute est un quartier de la ville de Bad Waldsee, dans l'arrondissement de Ravensbourg, dans le Bade-Wurtemberg. Aujourd'hui, la localité compte environ 2400 habitants. Les villages de Durlesbach, Greut, Magenhaus, Obermöllenbronn, Stadel, Tobel et Untermöllenbronn font également partie de Reute.